# Malbolge
Malbolge是由Ben Olmstead在1998年开发的一种深奥的编程语言，属于公共领域。其名字来自于但丁的《神曲》中的第八层地狱Malebolge，意大利语中意为“邪恶的沟渠”（male bolge）。Malbolge虽然具备图灵完备性，但并非实用的编程语言。Malbolge的特别之处就在于，它被故意设计得极其繁琐难解。

## 用Malbolge编写的Hello, world程序
以下为Malbolge程序输出“Hello，world”的代码。
```
(=<`:9876Z4321UT.-Q+*)M'&%$H"!~}|Bzy?=|{z]KwZY44Eq0/{mlk**
hKs_dG5[m_BA{?-Y;;Vb'rR5431M}/.zHGwEDCBA@98\6543W10/.R,+O<

```